# Westeindse Weel
De Westeindse Weel is een weel gelegen op Zuid-Beveland in de Nederlandse provincie Zeeland, in de buurt van Driewegen. De weel is ontstaan in de zestiende eeuw na een dijkdoorbraak op de plek waar vroeger een kreek gelegen had. Na het dichten van de dijk bleef achter de dijk een relatief grote weel over. Tegenwoordig zijn de weel en de omliggende gebieden in handen van stichting Het Zeeuwse Landschap. Het natuurgebied bestaat uit de weel zelf, de omliggende rietvelden en de laagliggende weilanden die de weel omringen. De lager liggende gedeelten van het weiland hebben een brak karakter. Om die reden kan men er zoutminnende planten aantreffen zoals zeekraal De laaggelegen weilanden zijn de broedplaats van plevieren en kluten, terwijl op de hoger gelegen gedeelten kievitten en tureluurs nestelen. Het gebied is niet openbaar toegankelijk, maar kan vanaf de naastgelegen dijk goed bekeken worden.